# Ганжа Петро Олександрович
Петро́ Олекса́ндрович Ганжа́ (нар. 15 липня 1939, Жорнище) — український кераміст, художник, мистецтвознавець; член Спілки радянських художників України з 1970 року (секретар Спілки художників України у 1992–2002 роках). Син майстра художньої кераміки Олександра Ганжі, брат килимаря Степана Ганжі, чоловік художниці Наталії Чернової.

## Біографія
Народився 15 липня 1939 року в селі Жорнищі Іллінецького району Вінницької області (нині Україна). 1968 року закінчив факультет декоративно-прикладного мистецтва Львівського державного інституту прикладного та декоративного мистецтва, де навчався у Дмитра Крвавича, Юрія Лащука, Володимира Овсійчука, Романа Сельського. Дипломна робота — набір українських сувенірів «Пісня» (керівник Борис Горбалюк, оцінка — добре).
Після здобуття мистецької освіти був направлений до Опішні, де протягом 1968—1973 років обіймав посаду головного художника на заводі «Художній керамік». Мешкав в Опішні в будинку на вулиці Агропунктівській, № 15, квартира № 1. З 1973 року працював у Києві, у Музеї народної архітектури та побуту України, де завідував експериментальними майстернями, очолював відділ народних художніх промислів; у 1979—1992 роках працював у Творчо-виробничому об'єднанні «Художник». З початку 1990-х років має свою майстерню на території Києво-Печерської лаври.
Мешкає у Києві, в будинку на Оболонському проспекті, № 16.

## Творчість
Працює в галузях станкового живопису, прикладного (художній текстиль, кераміка) і монументального мистецтва. Серед робіт:
кераміка
- цикл тарілок за мотивами українських народних пісень (1968);
- фаянсові декоративні полумиски з підполивними розписами на історичні теми: «Козак Мамай», «Еней», «Козак Мамай і молодиця», «Рідна мати моя», «У Києві на Подолі козаки гуляють», «Роксолана», «Ой дуб, дуба, дуба», «На вулиці музика грає», «Ой у лузі над водою калина цвіте», «Одарка», «Карась», (1968—1972), «Україна» (1988);
- порцелянова ваза «Козацький вихор» (1993);
- таріль, присвячена фундації імені Олега Ольжича (1995);

килими та гобелени
- «Вершники» (1989);
- «Козак Мамай» (1992);
- «Засвіт встали козаченьки» (1993);
- «Козак – душа правдивая» (1993);
- «Козацька мелодія» (1993);
- «Запорожці у поході» (1993);
- «Похід козаків» (1995);
- «Аркан» (1995);

монументальні роботи
- оформлення станцій метро: у Харкові — «Левада» (1974, знищено), «Київська» та «Студентська» (1979, у співавторстві з Наталією Черновою); у Києві «Оболонь» (1981, композиція з кованого металу «Театральна Україна»);
- оформлення готелю «Україна» в Москві (1980, керамічні панно «Лукаш» і «Мавка»);

живописні портрети
- Семена Корпанюка (1966);
- Олександри Селюченко (1969);
- Романа Корогодського (1970);
- Наталії Чернової (1970);
- Віталія Ханка (1998);
- Антона Штепи (1998);
- Марії Сметанської (1998);
- Степана Сапеляка (2001);
- Оксани Родак (2001);
- Олекси Ющенка (2002);
- доньки шейха (2002);
- Павла Муравського (2003)[5];
- Вільямса Моргана (2005)[5];
- Алекса Мілянич» (2010);
- Воїн АТО Убийлихо (2014; 2017);

інші картини
- «Польові квіти» (1997);
- «Колядники в селі» (1998);
- «Окраїна Опішні» (2001;
- «Біла-біла зимонька водить коляду» (2003, разом з Наталією Черновою).

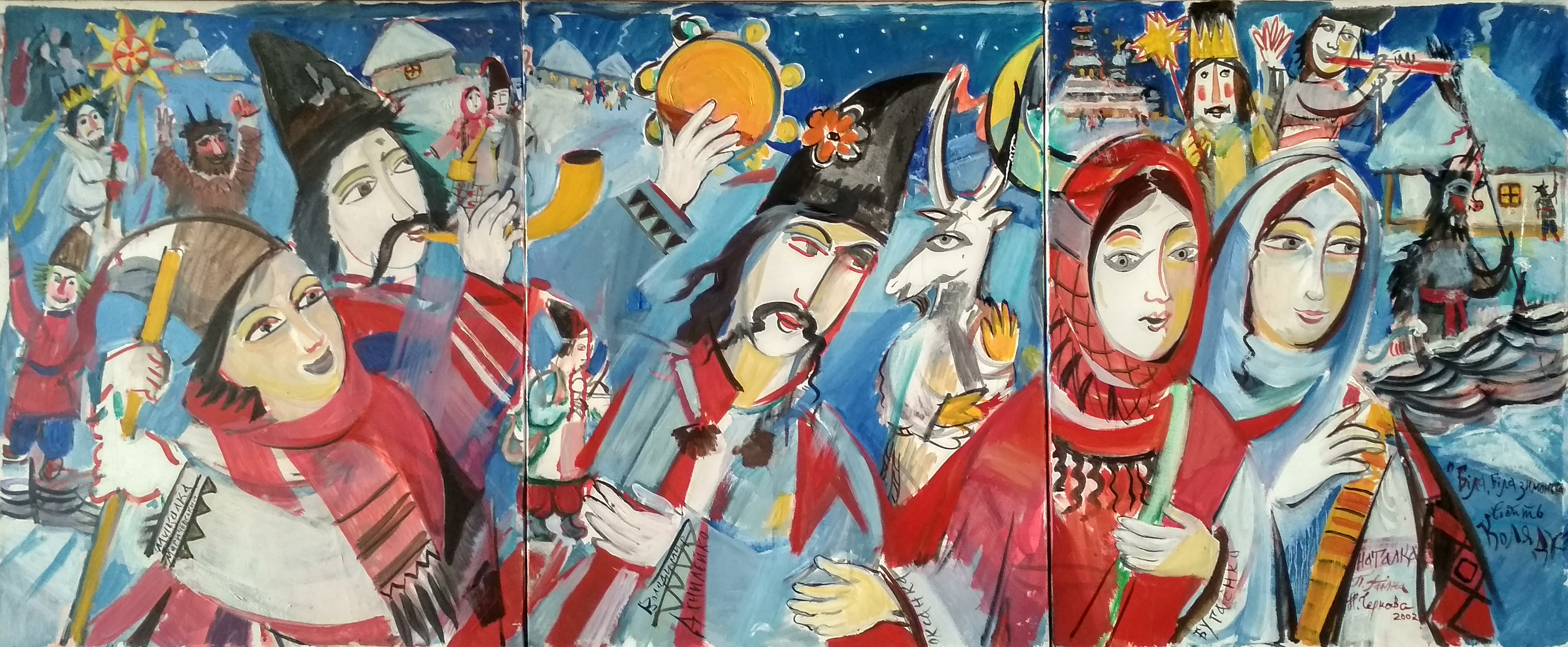
Картина «Біла-біла зимонька водить коляду».

Твори зберігаються у фондах Національного музею-заповідника українського гончарства в Опішні, у Музеї етнографії та художнього промислу у Львові, Харківському художньому музеї, в приватних колекціях у Канаді й США.

## Виставки
- Перша персональна виставка картин художника «Під сяйвом Лаври» відбулася в Києві 2014 року[7].
- У серпні 2015 року в Харкові в творчому клубі «Вітальня на Дворянській»[8] і в січні 2016 року в Національному музеї Тараса Шевченка в Києві пройшли виставки під гаслом «Твої таланти, Україно», де експонувалися твори мистецької династії Чернова та Ганжі[9].

## Мистецтвознавчий доробок
Автор книги «Таємниці українського рукомесла», що вийшла друком 1996 року в київському видавництві «Мистецтво» накладом 2500 примірників. Ілюстроване видання знайомить читачів з багатовіковим надбанням українських народних майстрів, розвитком і сучасним станом українських народних промислів та з особливостями художніх ремесел. Також автор мистецтвознавчих статей, зокрема:
- «Відродження традиційних осередків народного мистецтва» // «Народна творчість та етнологія», 1989, № 4;
- «Живопис Миколи Бегми» // «Народна творчість та етнологія», 1991, № 3;
- «Іван Білик» // «Народне мистецтво», 1997, № 2;
- «Різдвяний салон: Від трипільців до модерну» // «Образотворче мистецтво», 1998, № 1.